# Christian Karpfinger

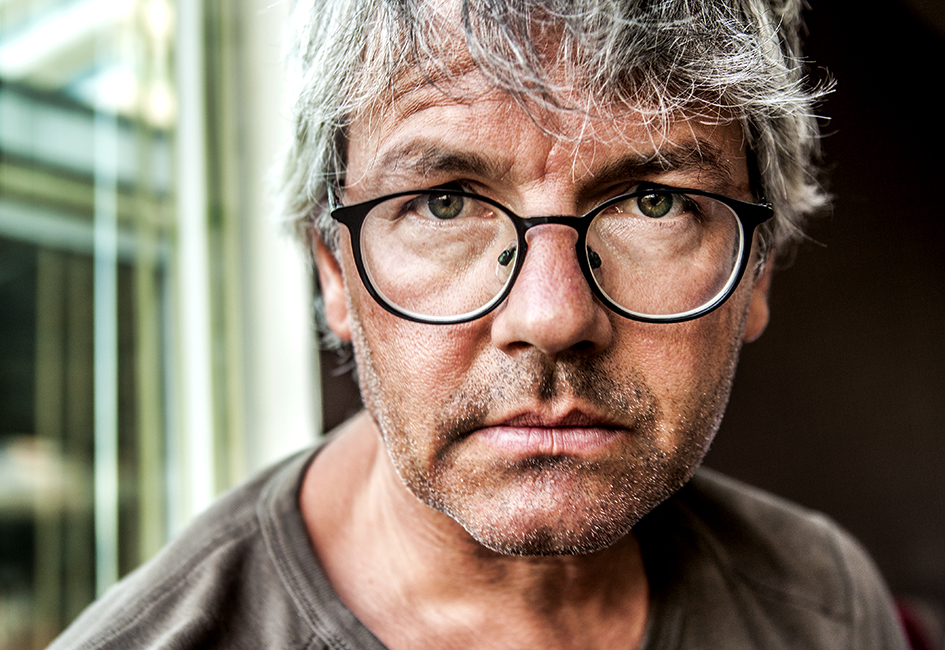
Christian Karpfinger (2014)

Christian Karpfinger (* 27. Juli 1968 in Straubing) ist ein deutscher Mathematiker.

## Leben
Nach dem Abitur 1992 studierte Karpfinger von 1992 bis 1998 an der Technischen Universität München Mathematik und Physik. Von 1999 bis 2002 war er wissenschaftlicher Mitarbeiter bei Heinz Wähling an der Technischen Universität München, wo er 2002 mit der Dissertation Über bewertete Dicksonsche Fastkörper promoviert wurde.
2007 wurde er für das Fach Mathematik mit der Habilitationsschrift Linksangeordnete Fastkörper habilitiert. In den Jahren 2002 und 2005 war Karpfinger Gastprofessor an der Staatlichen Universität Tomsk. Seine Forschungsgebiete sind angeordnete, bewertete und topologische Körper, Schiefkörper und Fastkörper.
Als Privatdozent und außerplanmäßiger Professor an der Technischen Universität München unterrichtet Karpfinger  Algebra, Zahlentheorie, Kryptologie und Ingenieurmathematik. Er ist Verfasser oder Mitverfasser von Lehrbüchern zu diesen Themen.
Karpfinger lebt mit seiner Frau und zwei Kindern im Münchner Stadtteil Schwabing.

## Lehrbücher
- Christian Karpfinger, Hubert Kiechle: Kryptologie. Vieweg+Teubner, Wiesbaden 2010, ISBN 978-3-8348-0884-4.
- Christian Karpfinger, Kurt Meyberg: Algebra. Gruppen – Ringe – Körper. 3. Auflage. Springer Spektrum, Berlin/Heidelberg 2013, ISBN 978-3-8274-3011-3.
- Tilo Arens, Rolf Busam, Frank Hettlich, Christian Karpfinger, Hellmuth Stachel: Grundwissen Mathematikstudium. Springer Spektrum, Berlin/Heidelberg 2013, ISBN 978-3-8274-2308-5.
- Arbeitsbuch Algebra. Springer Spektrum, Berlin/Heidelberg 2015, ISBN 978-3-662-45980-5.
- Höhere Mathematik in Rezepten. 3. Auflage. Springer Spektrum, Berlin/Heidelberg 2017, ISBN 978-3-662-54808-0.
- Arbeitsbuch Höhere Mathematik in Rezepten. Springer Spektrum, Berlin/Heidelberg 2014, ISBN 978-3-642-41859-4.
- Tilo Arens, Frank Hettlich, Christian Karpfinger, Ulrich Kockelkorn, Klaus Lichtenegger, Hellmuth Stachel: Mathematik. 3. Auflage. Springer Spektrum, Berlin/Heidelberg 2015, ISBN 978-3-642-44918-5.

## Romane
- Schachmatt. Books on Demand, Norderstedt 2016, ISBN 978-3-7386-4945-1.

## Schriften
- Christian Karpfinger, Heinz Wähling: Äquivalenz und Isomorphie bei Bewertungsfortsetzungen auf einfach-transzendente Erweiterungen. In: Mathematische Zeitschrift. Band 238, 2001, S. 461–481.
- On couplings on a simple transcendental extension. In: Results in Mathematics. Band 44, 2003, S. 289–311.
- Zur Konstruktion bewerteter Dicksonscher Fastkörper. In: Abhandlungen aus dem Mathematischen Seminar der Universität Hamburg. Band 75, 2005, S. 137–161.
- Christian Karpfinger, Heinz Wähling: Eine Methode zur Konstruktion linksangeordneter Dicksonscher Fastkörper. In: Results in Mathematics. Band 57, 2010, S. 287–312.
- Präordnungen, Linksanordnungen und Bewertungen auf Fastkörpern. In: Results in Mathematics. Band 59, 2011, S. 279–300.
- Christian Karpfinger, Henning Koehler, Heinz Wähling: Extending Automorphisms and Derivations onto Ore-Extensions. In: Results in Mathematics. Band 68, 2015, S. 395–413.

## TV-Auftritte
- Gekauft, gekocht, gewonnen Staffel 1, Episode 1 auf Joyn (Erstausstrahlung am 13. November 2017 auf Kabel eins)